# Dmitri Jdànov
Dmitri Jdànov (en rus: Вадим Дмитрий Жданов) (Leningrad, 15 d'octubre de 1969) va ser un ciclista rus que va competir també per la Unió Soviètica. Va combinar la pista amb la carretera.

## Palmarès en ruta
- 1988
  - 1r a la Volta a Lleida
  - 1r a la Volta a Navarra
  - 1r al Circuit de les Ardenes
  - Vencedor d'una etapa a la Volta al Táchira
- 1989
  - Vencedor d'una etapa al Circuit franco-belga
- 1990
  - 1r al Circuit de La Sarthe i vencedor d'una etapa
  - 1r a la Volta a Suècia i vencedor d'una etapa
  - 1r al Tour de Normandia i vencedor de 2 etapes
  - 1r al Redlands Bicycle Classic i vencedor d'una etapa
  - Vencedor d'una etapa a la Ruta Mèxic
- 1992
  - 1r al Trofeu Pantalica
- 1993
  - 1r al Tour de Vendée

### Resultats al Tour de França
- 1991. 86è de la classificació general
- 1992. 38è de la classificació general
- 1993. 39è de la classificació general
- 1994. 72è de la classificació general

## Palmarès en pista
- 1987
  -  Campió del món júnior en Persecució per equips (amb Mikhail Orlov, Vadim Kràvtxenko i Valeri Baturo)
- 1990
  -  Campió de la Unió Soviètica en persecució per equips (amb Mikhaïl Orlov, Ievgueni Berzin i Dmitri Neliubin)